# ستارودوب
ستارودوب (بالروسية: Стародуб) هي إحدى مدينة روسية تقع ببريانسك أوبلاست قرب نهر دنيبر. ويبلغ عدد سكانها 19,010 حسب إحصاء 2010.